# Blue Lake Records
Cet article possède un paronyme, voir Blue Lake.
Blue Lake Records est une filiale du label discographique indépendant américain Parrot Records, actif entre 1953 et 1956.

## Histoire
Blue Lake Records est fondé en 1953 à Chicago, dans l'Illinois, par Al Benson (pseudonyme d'Arthur Leaner), un DJ local, et produit des disques de blues et rhythm and blues. Ses activités durent jusqu'à la mi-1956. La plupart des disques Blue Lake ont été acquises par Chess Records. 

## Artistes
Les principaux artistes du label sont Baby Boy Warren, Lou Mac, Sunnyland Slim, et King Fleming.